# Hemmesjö-Furuby församling
Hemmesjö-Furuby församling är en församling i Växjö pastorat i Växjö domkyrkokontrakt i Växjö stift, Växjö kommun.
Församlingens kyrkor är Furuby kyrka, Hemmesjö gamla kyrka och Hemmesjö nya kyrka.

## Administrativ historik
Församlingen bildades 2014 genom sammanslagning av Hemmesjö med Tegnaby församling och Furuby församling och ingår sedan dess i Växjö pastorat..